# ماراتيا هاويانية
ماراتيا هاويانية (الاسم العلمي: Marattia howeana) هي نوع من النباتات يتبع جنس الماراتيا من فصيلة الماراتية.